# 西陌镇
西陌镇，是中华人民共和国山西省运城市芮城县下辖的一个乡镇级行政单位。

## 行政区划
西陌镇下辖以下地区：
西陌村、板桥村、石湖村、夹沟村、马窑村、东升村、柏社村、奉公村、上庄村和朱阳村。